# Štěpkov
Štěpkov település Csehországban, a Třebíči járásban. Štěpkov Meziříčko, Lomy, Domamil, Radkovice u Budče és Budkov településekkel határos. Lakosainak száma 114 fő (2024. január 1.).

## Népesség
A település lakosságának változását az alábbi diagram mutatja:
| Lakosok száma | 222  | 234  | 234  | 173  | 142  | 114  | 109  | 113  | 113  | 114  |
|               | 1869 | 1900 | 1921 | 1961 | 1980 | 2011 | 2016 | 2019 | 2021 | 2024 |